# Алтуфиевски район
Алтуфиевски район е административен район на Североизточен окръг в Москва. Населението на района към 1 януари 2018 г. е 57 408 души.